# Vročica Q
Vročica Q je po vsem svetu razširjena nalezljiva bolezen iz skupine zoonoz, ki jo povzroča okužba z rikecijo vrste Coxiella burnetii. Naravni gostitelji so domače živali (zlasti govedo, drobnica, pa tudi mačke in psi), prenaša pa se z okuženimi aerosoli ali prahom v zraku ter preko mleka, seča, blata, vaginalnih izločkov ali semenske tekočine okuženih živali. V redkih primerih jo lahko prenašajo tudi klopi.
Kaže se kot kratkotrajna vročinska bolezen ali pljučnica, mogoče so kronične okužbe, ki prizadenejo predvsem endokardij in jetra. Kratkotrajna vročinska bolezen je samoomejujoča, pri pljučnici in kronični okužbi pa je potrebno zdravljenje z antibiotiki.

## Znaki in simptomi
Inkubacijska doba traja običajno dva do tri tedne. Bolezen se najpogosteje izrazi z gripi podobno simptomatiko; nenadno nastopijo vročina, utrujenost, močno znojenje, bolečine v mišicah in sklepih, izguba teka, simptomi okužbe zgornjih dihal, suh kašelj, bolečine v prsnem košu, mrazenje, zmedenost in prebavne motnje, kot so slabost, bruhanje in driska. Pri okoli polovici posameznikov poteka okužba brezsimptomno.
Bolezen najpogosteje poteka kot kratkotrajna vročinska bolezen, lahko se pa izrazi tudi kot atipična pljučnica. Pljučnica pri vročici Q se navadno začne z močnim glavobolom, mrzlico, bolečinami v mišicah in sklepih, suhim kašljem; pri polovici bolnikov se tudi povečata vranica in jetra. Če pride do hepatitisa (vnetja jeter), so jetrne transaminaze povišane, do zlatenice pa pride redko. V jetrih lahko nastanejo značilni granulomi.
Vročica Q lahko poteka tudi kronično, v obliki endokarditisa oziroma vnetja notranje plasti srčne stene, pogosto so prizadeta tudi jetra, lahko pa se kaže le kot dolgotrajno vročina. Težave se pojavijo šele po nekaj mesecih ali celo več letih po okužbi. Za kronični potek so bolj dovzetni bolniki z oslabelim imunskim sistemom.

## Zdravljenje
Kratkotrajna vročinska bolezen je samoomejujoča, pri pljučnici in kronični okužbi pa je potrebno zdravljenje z antibiotiki. Za zdravljenje akutne oblike bolezni se uporablja dvotedensko zdravljenje z doksiciklinom, kronična bolezen pa zahteva dolgotrajnejše (do 24-mesečno) zdravljenje z antibiotiki, na primer s kombinacijo doksiciklina in hidroksiklorokina.

## Prenašanje
Povzročitelj je zelo patogen in že ena bakterija lahko povzroči okužbo. Med živami bolezen prenašajo klopi, okužena žival pa ponavadi ne kaže znakov bolezni ali pa so ti zelo blagi. Živali še dolgo po okužbi izločajo bakterijo v okolico, na primer s posteljico, mlekom, sečem, iztrebki ... Pri prenosu okužbe na človeka imajo klopi manjši pomen. Bolezen se na človeka prenese preko okuženih aerosolov ali s prahom v zraku ter z neposrednim stikom z mlekom, sečem, blatom, vaginalnimi izločki ali semensko tekočino okuženih živali.

## Epidemiologija
Vročica Q je zoonoza, ki je razširjena po vsem svetu, razen na Novi Zelandiji.
V Evropski uniji je letno manj kot 1000 primerov vročice Q. V Sloveniji je bilo med letoma 1990 in 2016 skupno prijavljenih 240 primerov (133 moških in 107 žensk). Vsako leto je načeloma prijavljenih zelo malo primerov, do večjega izbruha pa je prišlo leta 2007, ko je bilo potrjenih 83 primerov okužbe med dijaki in študenti veterinarske stroke, okuženih med strokovnim obiskom učne kmetije.